# Crawdaddy!
Crawdaddy! — американский журнал, посвящённый рок-музыке. Основан в 1966 году студентом колледжа Полом Уильямсом, под влиянием растущего развития и культурного влияния данного направления популярной музыки. The New York Times назвал Crawdaddy! «первым журналом всерьёз взявшимся за рок-н-ролл», а конкуренты из Rolling Stone признали его в качестве «первой серьезной публикации, посвященной новостям и критике рок-н-ролла».
Предшествуя таким журналам, как Rolling Stone и Creem, Crawdaddy! был учебным полигоном для многих рок-авторов, нашедших свой стиль для описания рок-музыки, который начинал освещаться тогда почти так же тщательно, как народная музыка или джаз.
Благодаря журналу начали свои карьеры многие авторы, в их числе Джон Ландау, Сэнди Пёрлмен, Ричард Мельцер и Питер Ноблер.
Пол Уильямс оставил журнал в 1968 году, для написания более 25 книг.
С 1993 по 2003 годах он самостоятельно публиковал возрождённый Crawdaddy!, который был продан компании Wolfgang’s Vault в 2006 году и позже возродился в форме ежедневного вебзина.
Начиная с 5 августа 2011 года посещения стали перенаправляться на сайт журнала Paste, который объявил, что Crawdaddy! «возобновится как блог на Paste, где будут публиковаться статьи из архивов Crawdaddy! и новый контент о старых артистах».